# 中华人民共和国境外非政府组织境内活动管理法
《中华人民共和国境外非政府组织境内活动管理法》，是中华人民共和国全国人民代表大会于2016年4月28日通過的一部針對境外非政府组织（NGO）的普通法律，當天在通過後就经中华人民共和国主席习近平签署并定于2017年1月1日实施。该法主要内容是規範、引導境外非政府組織在中國境內的活動，保障其合法權益，促進交流與合作。

## 争议
該法立法过程中，引發外界对中华人民共和国人权的憂心。2015年7月，中國709「維權律師」大抓捕事件涉及中国23个省市。2016年，锋锐律师事务所律师周世锋等人因颠覆国家政权罪处刑。2016年1月，与锋锐律师事务所律师在香港创建“人权卫士紧急救援协会”的瑞典籍人权活动家彼得·達林，成为第一位因为支持中华人民共和国人权运动而遭中华人民共和国政府逮捕拘留的外籍人士。
联合国人权专家憂心該法將打压中国境内异见，2016年即呼籲當局廢除該草案。該法由全国人大常委会於2016年4月28日通过，于2017年1月1日生效。該法生效后，境外NGO将被明文禁止进行其声称的「损害国家安全、损害国家利益、煽动分裂国家」的活动。联合国人权专家指出，該法草案的定义過於广泛，違反结社及表达自由的基本權利，將大大影响中国大陸境内的NGO及人权机构。美国国家安全委员会認為「这项法律将进一步收紧中国公民社会的空间，限制美中两国个人和团体的接触」。墨卡托中国研究所研究员朗跃（Bertram Lang）認為，负责管理境外NGO的政府部门从中华人民共和国民政部（仍继续管理中国NGO）变成了中华人民共和国公安部以及地方层级的公安机关人民警察部门，说明中华人民共和国政府把境外NGO视为涉及国家安全、而不是对社会发展起到积极推动作用的因素。
歐洲NGO工作者勞倫特·王（Laurent Wang）認為，該法只是為了讓對跨國非政府組織（International Non-Governmental Organization；INGO）的管理有合理的法律依據，並未將接受外國資助的境外NGO列為外國代理人，也並未限制境外NGO利用外國資金的上限與可以從事的活動範圍，而上列條件都在美國法律《外國代理人登記法》（FARA）的箝制範圍；雖然美國法規上對「政治行動團體」、「政治遊說與行動」的定義比中國的規範清楚，但也因此對NGO的限制更為嚴苛。在印度學者艾倫·希拉瓦斯特瓦（Arun Shivrastva）等人合著的《NGO與顏色革命》（Helping or Hurting）書中，俄羅斯政治評論家德米特里·拜奇（Dmitry Babich）也說，FARA對境外NGO的管制更加嚴格，美國曾經依據FARA規定解散巴勒斯坦解放組織在美辦公室、清查支持愛爾蘭共和軍的北愛爾蘭援助委員會（Irish Northern Aid Committee；NORAID）。
2018年1月4日，北京师范大学中国公益研究院慈善法律中心发布《境外非政府组织境内活动管理法一周年实施进展分析报告》。该报告显示，在该法实施的2017年中，共有259家境外非政府组织登记了305家代表机构，另有224家境外非政府组织备案了487个临时活动；2017年登记的305家代表机构中总部来自美国的机构最多，487个临时活动大量由来自香港的机构进行备案。